# Bitwa pod Fredericksburgiem (1862)
Bitwa pod Fredericksburgiem, znana również jako bitwa o Marye’s Heights – bitwa stoczona w dniach 11–15 grudnia 1862 roku pomiędzy oddziałami Unii i Skonfederowanych Stanów Ameryki. Starcie zakończyło się zwycięstwem sił Konfederacji dowodzonych przez generała Roberta E. Lee, które skutecznie odparły posiadającą przewagę liczebną armię Unii dowodzoną przez generała Ambrose Burnside’a. Była to główna bitwa kampanii o Fredericksburg toczonej podczas wojny secesyjnej. Po obu stronach uczestniczyło w niej łącznie ponad 172 tysiące żołnierzy, zaś łączne straty wyniosły prawie 18 tysięcy ludzi.

## Przebieg bitwy
Generał Ambrose Burnside, który kilka dni wcześniej został mianowany głównodowodzącym armii Unii, 14 listopada 1862 roku wyruszył na czele Armii Potomacu w kierunku Fredericksburga. Jego siły zajęły Falmouth na przeciwnym brzegu rzeki Rappahanock od Fredricksburga i na przestrzeni następnych kilku tygodni rozrosły się w tej okolicy do armii liczącej ponad 100 tysięcy żołnierzy. Jednocześnie Lee wzmacniał pozycję swojej armii na prawym brzegu rzeki. Działania wojenne rozpoczęły się 11 grudnia, gdy pod ostrzałem oddziały inżynieryjne Unii utworzyły pięć mostów pontonowych przez rzekę Rappahanock.
Plan Burnside’a zakładał uderzenie lewego skrzydła dowodzonego przez generała Williama B. Franklina na konfederackie prawe skrzydło dowodzone przez Thomasa Jacksona, podczas gdy prawe skrzydło Unii miało atakować pozycje obronne Jamesa Longstreeta na Wzgórzach Marye’a za miastem. W przypadku gdyby Franklinowi udało się zwinąć skrzydło Jacksona prawe skrzydło Unii miało przejść do pełnego ataku.
Następnego dnia armia Unii rozpoczęła ataki na pozycje Konfederatów. Zostały one jednak skutecznie odparte przez artylerię płk. Portera Alexandra i okopane na wzgórzach siły generała Lee; unioniści ponieśli ciężkie straty.
Największy sukces oddziały Unii odniosły na lewej flance, gdzie dowodzonym przez generała Meade’a żołnierzom udało się tymczasowo przełamać linię obrony konfederatów, jednak skuteczny kontratak zmusił ich do wycofania się.
Burnside spróbował wznowić ofensywę w styczniu 1863 roku, jednak fatalne warunki pogodowe i błoto przyczyniły się do kolejnego niepowodzenia dowodzonej przez niego armii. Przegrana bitwa pod Fredericksburgiem i inne niepowodzenia doprowadziły do tego, że w styczniu 1863 został zastąpiony na stanowisku głównodowodzącego przez generała Josepha Hookera.

## Rezultaty
Armia Unii poniosła jedną z najgorszych porażek w tej wojnie. Prawie 13 000 zabitych i rannych zostało na polu bitwy – prawie tyle, co nad Antietam – większość z nich u podnóża Wzgórz Marye’a. Walcząc w obronie i za dobrą osłoną Konfederaci stracili mniej niż 5000 ludzi. Rozstrojony nerwowo katastrofą Burnside chciał osobiście poprowadzić następnego dnia uderzenie na czele swojego IX korpusu, ale w obliczu braku sukcesu i znacznych strat 15 grudnia Burnside odwołał ofensywę i wycofał swoje siły na drugą stronę rzeki, kończąc tym samym kampanię.
W walkach po stronie Unii zginęli generałowie C. Feger Jackson i George Bayard, zaś po stronie Konfederacji generałowie Thomas R.R. Cobb i Maxey Gregg.